# Nanking városfala
Nanking városfalát A Ming-dinasztia alapítója, Csu Jüan-csang (Zhu Yuanzhang), azaz Hung-vu (Hongwu) császár parancsára építették azután, hogy 1368-ban fővárosává tette meg Nankingot. A középkori építmény jó állapotban, 33,4 kilométer hosszon maradt fenn, a leghosszabb városfal a világon. 

## Története
A hagyomány szerint az új császár, hatalomra jutása után elfogadta tanácsadója, Csu Seng (Zhu Sheng) javaslatait az elért eredményei konszolidálására: hozzákezdett a fal felépíttetéséhez, gabonát gyűjtetett a városba és elhalasztotta a hivatalos trónra lépésének ünnepségeit. A fal építéséhez 200 000 munkást vezényeltek ki. A fal fő részei 1369-től 1373-ig felépültek, de a teljes munka összesen 21 évig tartott. 

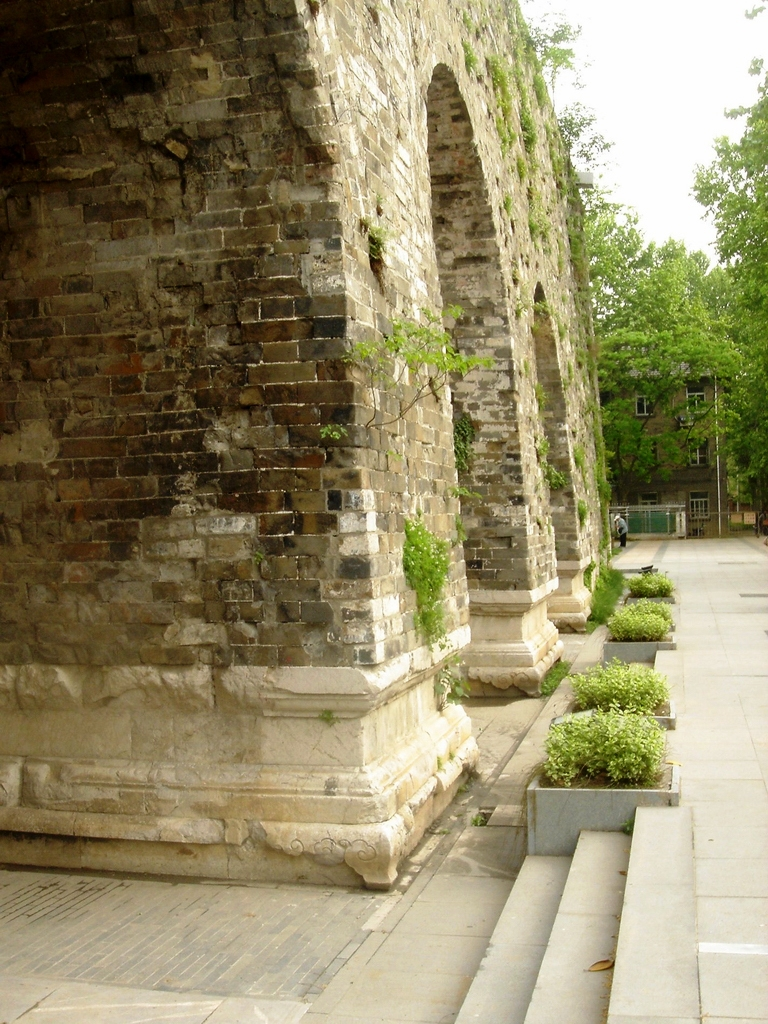
A Tunghua (Donghua) kapu

Eredetileg csak a már meglévő régi városfalakat akarták kiegészíteni úgy, hogy a fővárossá növekedő város új negyedei is védelem alá kerüljenek. A Hszüanvu (Xuanwu) tó déli partján húzódó szakasz például a Hat Dinasztia korszakából származó régi alapokra, sok régi tégla felhasználásával épült. Kiderült azonban, hogy a védhetőség érdekében a környező magaslatokat is be kell vonni a fal kerületébe; ez majdnem megduplázta a fal által bekerített területet. 

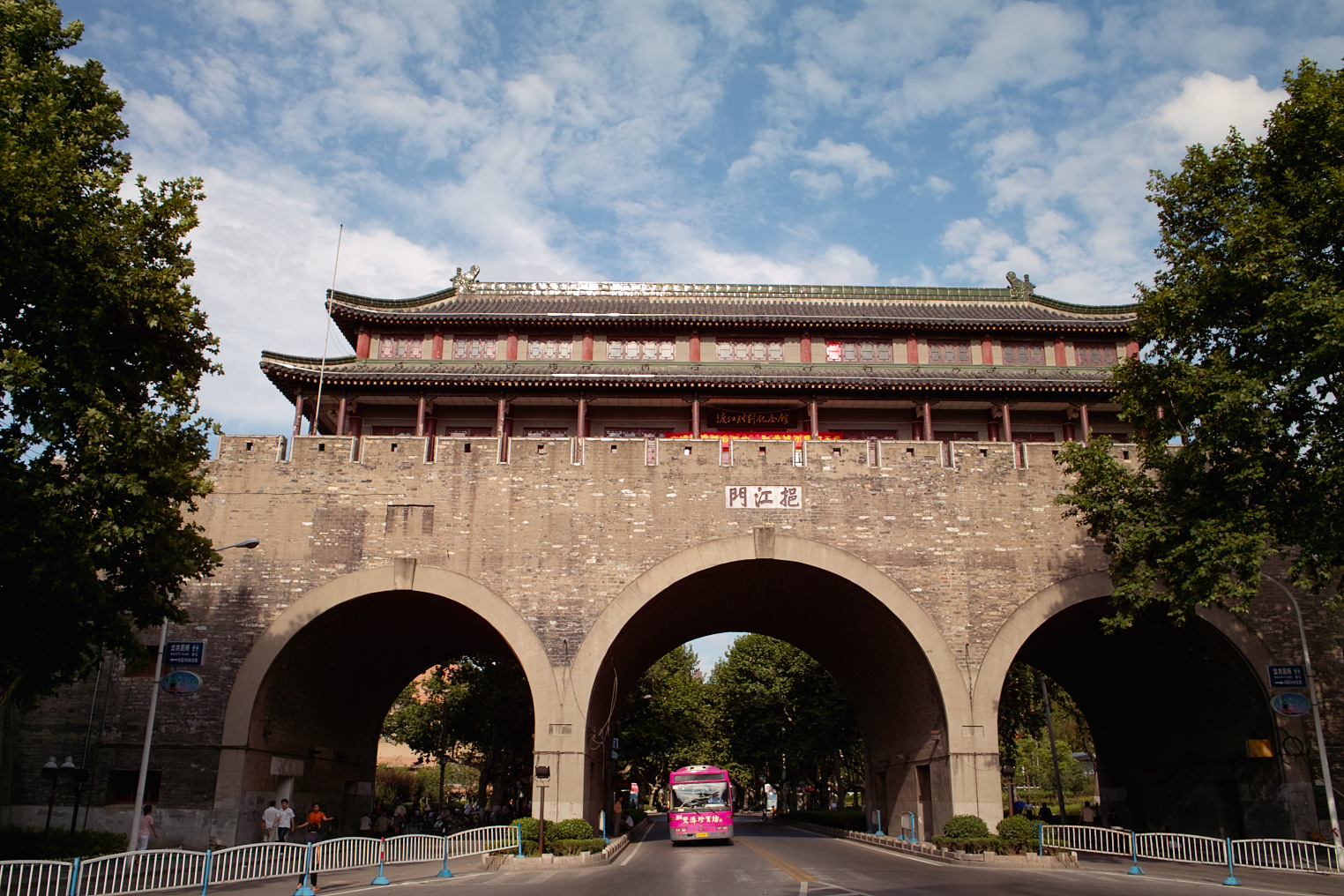
A Jicsiang (Yijiang) kapu

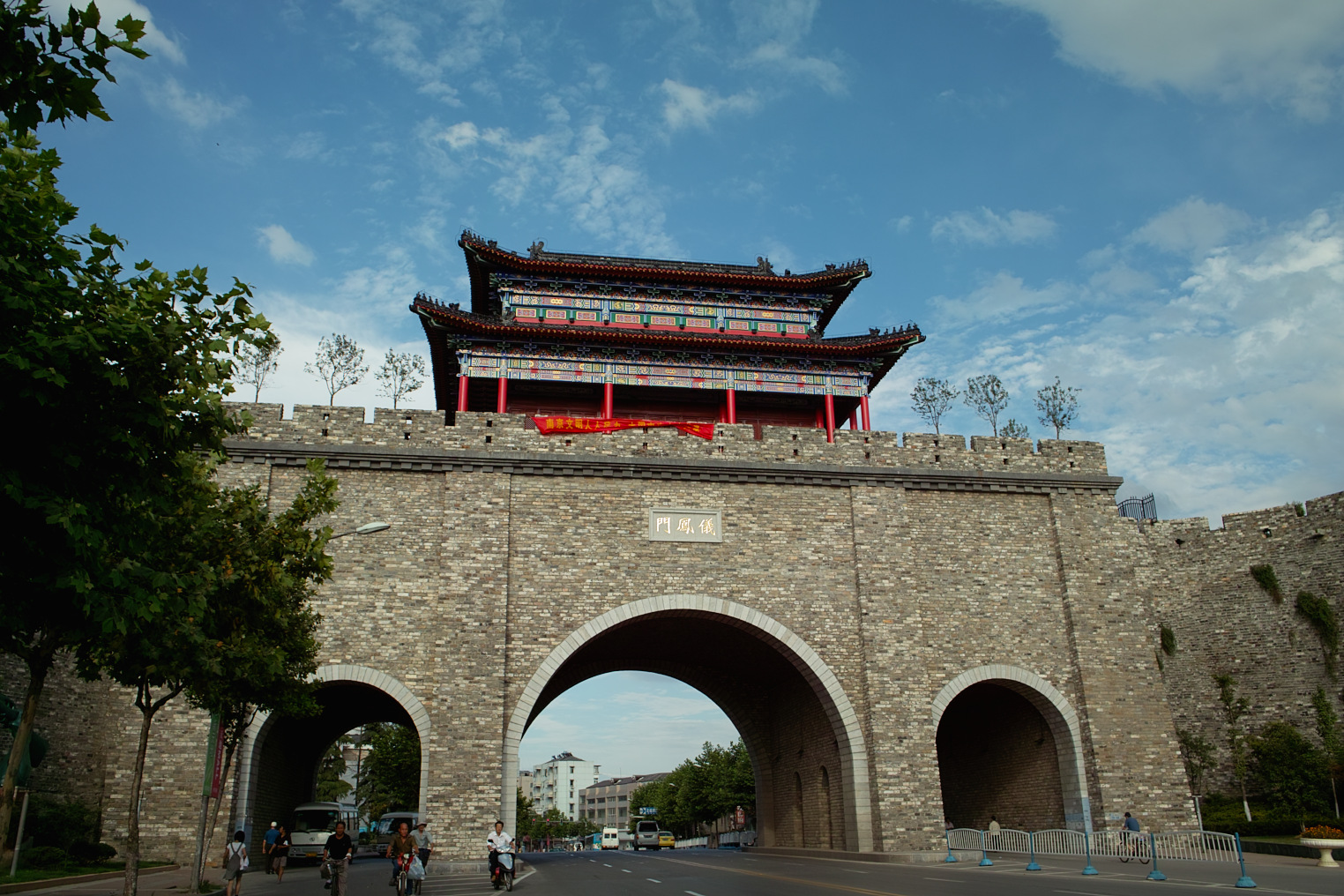
A Jifeng (Yifeng) kapu

A nankingi városfal a Kínában valaha épített leghosszabb városfalak közé tartozott. A fal hossza meghaladja Peking vagy a középkori Párizs falainak hosszát. Az építmény jó állapotban maradt fenn mind a mai napig, bár a város egésze és különösen a császári paloták a 17. századi mandzsu hódítás, valamint a tajping-felkelés idején szinte teljesen elpusztultak.
Id. Lóczy Lajos 1878-as útinaplójában arról számolt be, hogy a Jangcén felfelé haladó gőzhajóról több óráig voltak láthatók Nanking „roppant kiterjedésű körfalai”.

„...a falnak kerülete közel 30 kilométernyi és a város északi körfaláról nem lehet meglátni a10 kilométernyire fekvő déli végét.”

– Lóczy Lajos

Az ősi fal 1988-ban került állami műemlékvédelem alá.

## Leírása
Nanking hullámos, dombos területre épült a Jangce partján. A fal tervezésekor annak kerületébe bele kellett vonni a közeli magaslatokat is, érthető stratégiai okok miatt. A falnak követnie kellett a terep alakulását, azzal, hogy a mélyedésekbe természetesen nem volt szabad túlságosan leereszkednie. Ezért a fal magassága minimum 6 méter, de helyenként – a térszín süllyedékeiben – a 18 métert is meghaladja.
Koronájának szélessége általában 7 méter, kőlapokkal borították. Alapja általában gránit, helyenként mészkő. Erre hatalmas, helyben gyártott téglákat raktak, amelyeken látható a készítés helye és ideje is. A falak belsejébe törött téglák, zúzottkő és agyagos föld kerültek. A külső téglaborítást vegyes habarcs rögzíti, amiben főzött rizs és a levegőn keményedő kínafa-olaj (tung-olaj) is volt. A fal koronájának külső részén 13 616 lőrés van a gyilokjáró előtt. 
A falon eredetileg 13 kapu volt, de ez a szám később 18-ra emelkedett a közlekedés szükségletei miatt. Az utolsó kapu, a Yijiang Gate már a köztársasági időkben, 1921-ben épült, amikor a legtöbb látogató a folyami kikötőn keresztül érkezett a városba, ezért ott kellett új kaput nyitni.
A fennmaradt tégla- és kőfalakon kívül egy döngölt földből készült, 90 kilométer hosszú külső falrendszer is létezett korábban. Régi térképeken látható az a 20 kapu, amelyek ebben a külső falrendszerben voltak. Ebből csak a kapuk nevei maradtak fenn helynevek formájában.

## Galéria

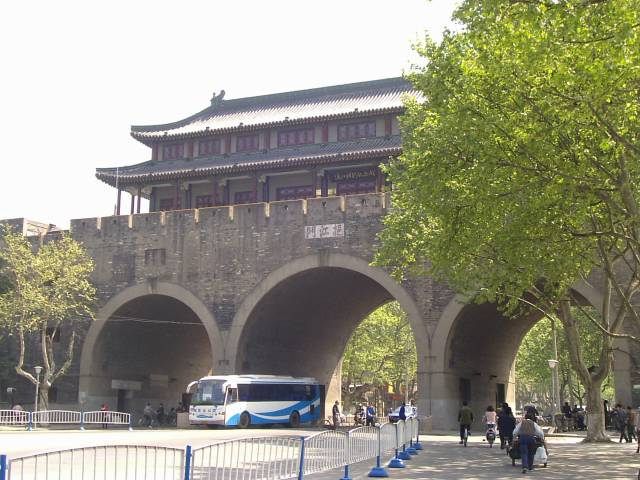
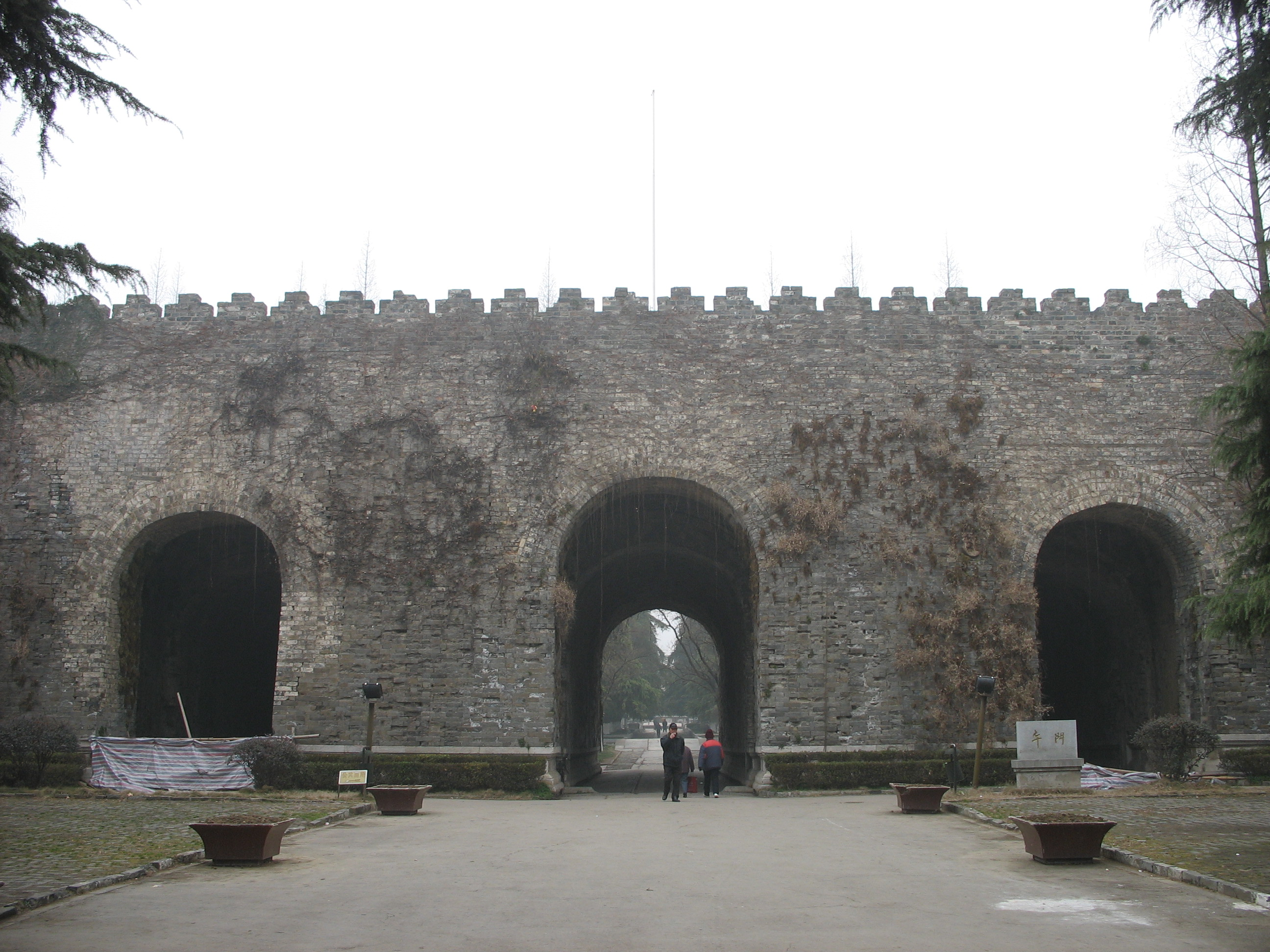
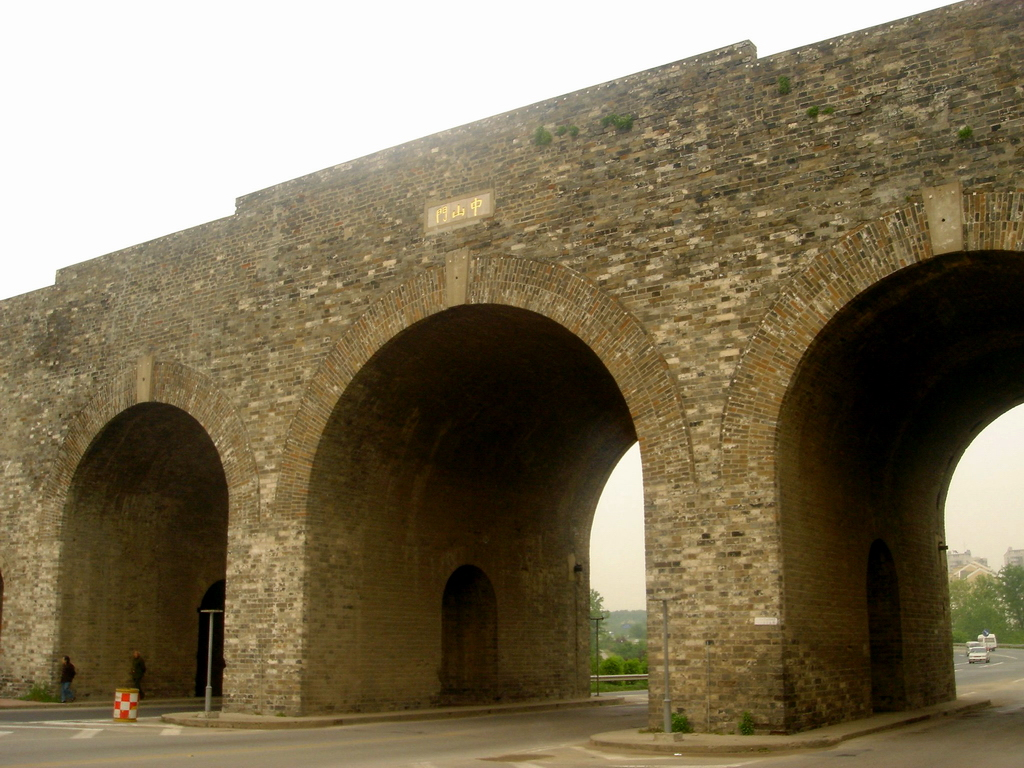
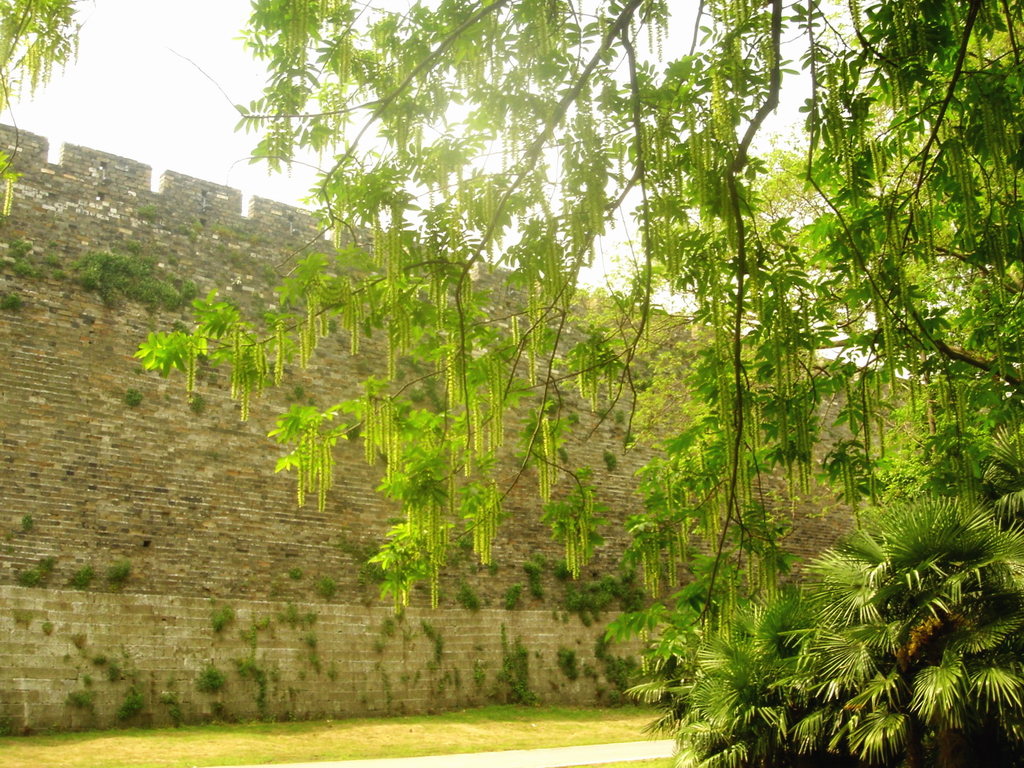
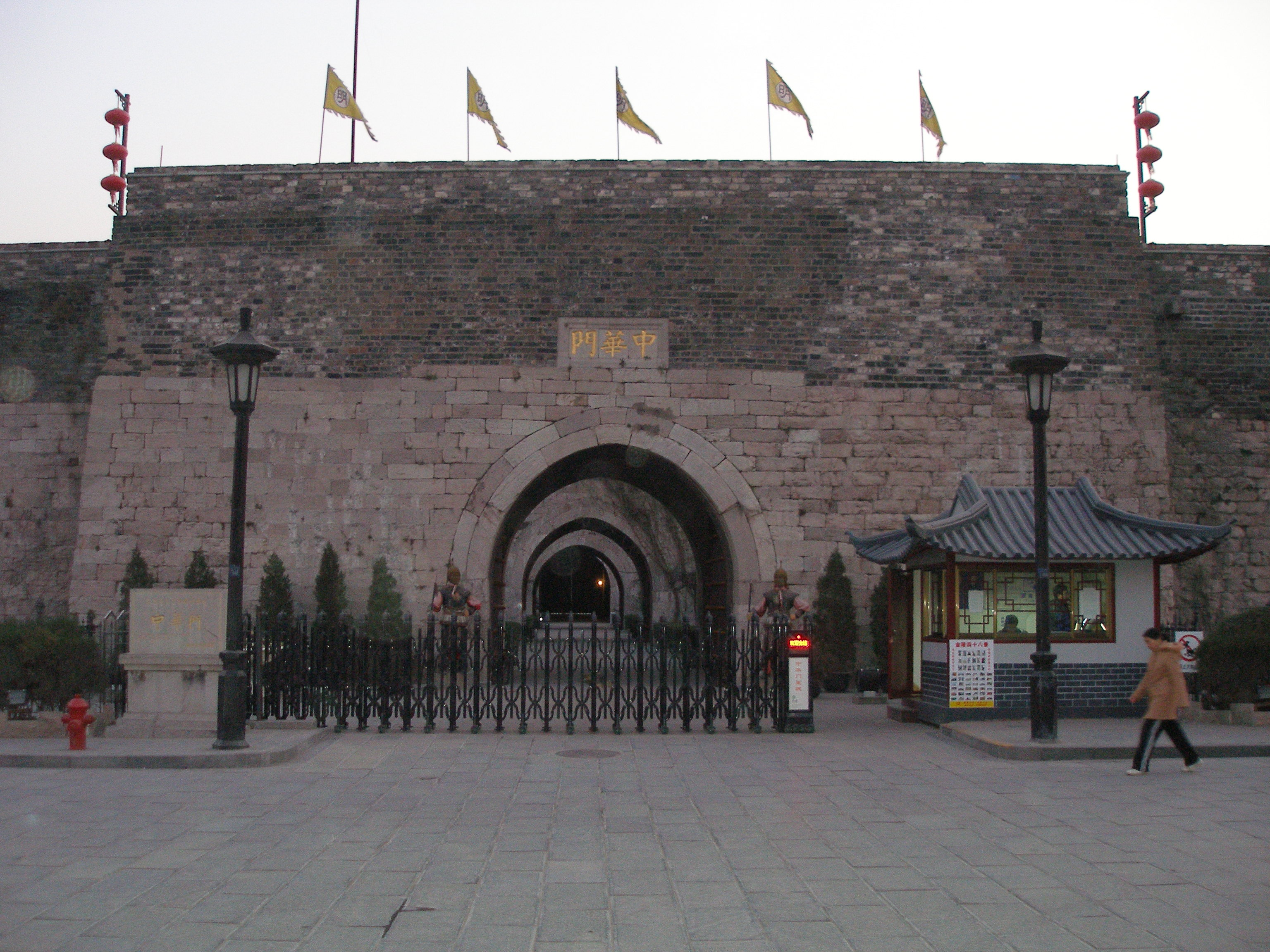
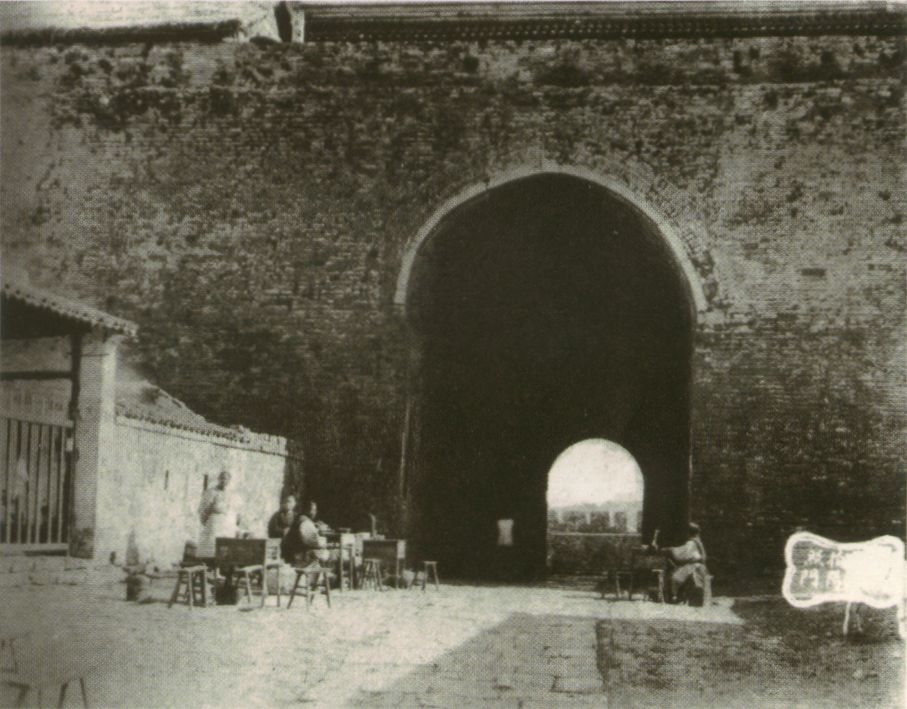
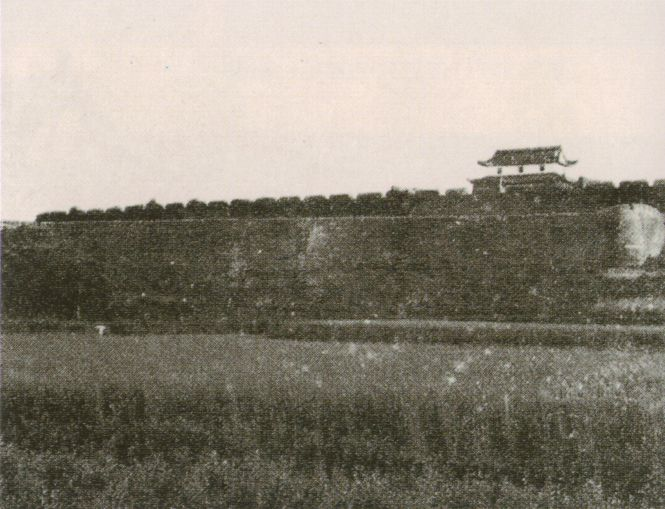
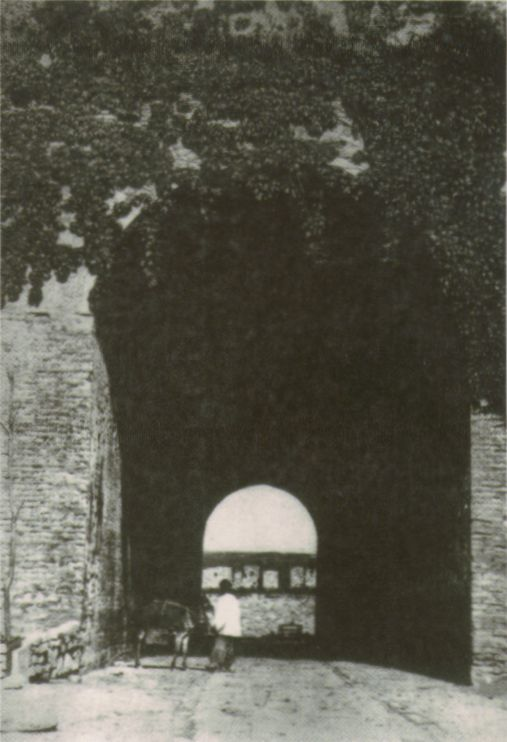

## Fordítás
- Ez a szócikk részben vagy egészben a City Wall of Nanjing című angol Wikipédia-szócikk ezen változatának fordításán alapul.  Az eredeti cikk szerkesztőit annak laptörténete sorolja fel. Ez a jelzés csupán a megfogalmazás eredetét és a szerzői jogokat jelzi, nem szolgál a cikkben szereplő információk forrásmegjelöléseként.